# 栃木県道124号田沼停車場線
栃木県道124号田沼停車場線（とちぎけんどう124ごう たぬまていしゃじょうせん）は、栃木県佐野市栃本町を通る一般県道である。

## 路線概要
- 指定：1961年（昭和36年）4月1日
- 距離：0.619km
- 起点：栃木県佐野市栃本町（東武鉄道田沼駅）
- 終点：栃木県佐野市栃本町（国道293号交点）

## 沿線施設
- 東武鉄道佐野線 田沼駅